# آورشی
آورشی (به فرانسوی: Avrechy) یک کمون در فرانسه است که در اوآز واقع شده‌است. آورشی ۱۲٫۳۹ کیلومتر مربع مساحت دارد ۸۰ متر بالاتر از سطح دریا واقع شده‌است.